# Leann Hunley

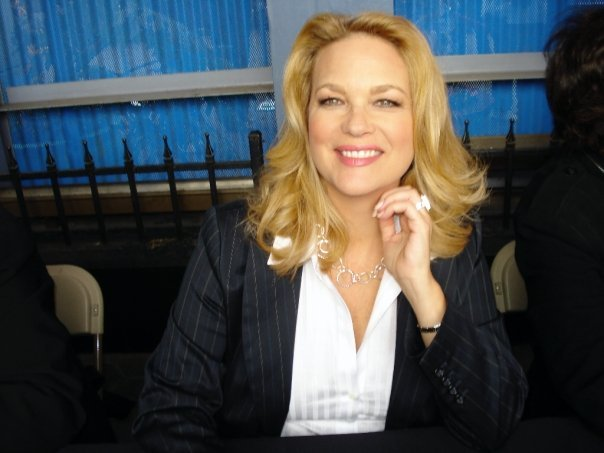
Leann Hunley (2009)

Leann Hunley (* 25. Februar 1955 in Forks, Washington) ist eine US-amerikanische Filmschauspielerin und Fotomodell.

## Leben
Hunley ist das jüngste von vier Kindern eines Fischers und einer Kosmetikerin.
Sie begann nach der Schulausbildung an der University of Washington als Callcenter-Mitarbeiterin und Teilzeitsekretärin zu arbeiten, ehe sie 1977 als Gewinnerin aus dem Miss-Hawaii-Schönheitswettbewerb hervorging.
Der Hauptpreis war eine Nebenrolle in der Fernsehserie Hawaii Fünf-Null – das Sprungbrett für ihre Karriere als Schauspielerin war gelegt.
Hunley wirkte seitdem in vielen bekannten Fernsehserien und Spielfilmen mit und zierte die Cover zahlreicher Magazine; und dies nicht nur in den USA, sondern auch in den Niederlanden.
Seit 1980 war sie mit Bill Sheridan verheiratet. Die Ehe wurde 2001 geschieden.

## Filmografie (Auswahl)

### Fernsehserien
- 1977–1978: Hawaii Fünf-Null (Hawaii Five-0, zwei Folgen)
- 1978–1979: Kampfstern Galactica (Battlestar Galactica, vier Folgen)
- 1979: Mrs. Columbo (eine Folge)
- 1979–1980: The Misadventures of Sheriff Lobo (15 Folgen)
- 1985–2010: Zeit der Sehnsucht (Days of Our Lives)
- 1983: Hart aber herzlich (Hart to Hart, Fernsehserie, Folge Wenn das Blatt sich wendet)
- 1984: Airwolf (eine Folge)
- 1985: Unglaubliche Geschichten (Amazing Stories, eine Folge)
- 1986: Knight Rider (eine Folge)
- 1986–1988: Der Denver-Clan (Dynasty, 41 Folgen)
- 1988: Ein Engel auf Erden (Highway to Heaven, zwei Folgen: Eine große Liebe (We have forever), Teile 1 + 2)
- 1988: Simon & Simon (eine Folge)
- 1989: Wer ist hier der Boss? (Who’s the Boss?, eine Folge)
- 1990: Matlock (eine Folge)
- 1990: L.A. Law – Staranwälte, Tricks, Prozesse (L.A. Law, eine Folge)
- 1991: Chicago Soul (Gabriel's Fire, eine Folge)
- 1994: Die Nanny (The Nanny, eine Folge)
- 1988–1994: Mord ist ihr Hobby (Murder, She Wrote, drei Folgen)
- 1995: Der Prinz von Bel Air (The Fresh Prince of Bel-Air, eine Folge)
- 1995: Burkes Gesetz (Burke's Law, eine Folge)
- 1996: Superman – Die Abenteuer von Lois & Clark (Lois & Clark: The New Adventures of Superman, eine Folge)
- 1997: Eine himmlische Familie (7th Heaven, eine Folge)
- 1998: Dawson’s Creek (neun Folgen)
- 1999: Pensacola – Flügel aus Stahl (Pensacola: Wings of Gold, eine Folge)
- 2003: Strong Medicine: Zwei Ärztinnen wie Feuer und Eis (Strong Medicine, eine Folge)
- 2005: Gilmore Girls (zwei Folgen)

### Spielfilme
- 1978: The Islander (Fernsehfilm)
- 1989: Wolf (Fernsehfilm)
- 1992: Coopersmith (Fernsehfilm)
- 1993: Anklage – Abgetrieben (Silent Victim, Fernsehfilm)
- 1993: Die Beverly Hillbillies sind los! (The Beverly Hillbillies)
- 1999: Wie du mir, so ich dir (Horse Sense, Fernsehfilm)

## Auszeichnungen
Für ihre Darstellung in Zeit der Sehnsucht wurde Hunley mit dem Daytime Emmy ausgezeichnet. Auch erhielt sie zwei Soap-Opera-Digest-Award-Nominierungen, zum einen für Zeit der Sehnsucht zum anderen für den Denver-Clan.